# John Sadri
John Sadri (Charlotte, 19 de Setembro de 1956) é um ex-tenista profissional estadunidense.

## Grand Slam finais

### Simples (1 vice)
| Resultado | Ano  | Campeonato      | Oponente        | Placar           |
| Vice      | 1979 | Australian Open | Guillermo Vilas | 6–7(4), 3–6, 2–6 |

### Duplas (3 títulos)
| N. | Data | Torneio                 | Piso  | Parceiro     | Oponente                     | Placar        |
| 1. | 1980 | Manchester, Reino Unido | Grama | Tim Wilkison | Dennis Ralston Roscoe Tanner | 6–3, 6–4      |
| 2. | 1982 | Newport, EUA            | Grama | Andy Andrews | Syd Ball Rod Frawley         | 3–6, 7–6, 7–5 |
| 3. | 1982 | Stowe, EUA              | Duro  | Andy Andrews | Mike Fishbach Eric Fromm     | 6–3, 6–4      |